# Gaspar Montes Iturrioz
Gaspar Montes Iturrioz (Irún, 27 de febrero de 1901-Irún, 25 de noviembre de 1998) fue un pintor y docente artístico español, fundador de la Academia de Beraun. Uno de los temas recurrentes en sus obras es la representación del paisaje. Es considerado uno de los artistas más representativos de la denominada Escuela del Bidasoa.

## Biografía
Gaspar Montes nace el 27 de febrero de 1901 en la localidad guipuzcoana de Irún. Hijo de un renombrado ebanista con dotes de diseño inicia sus estudios en la escuela pública de su ciudad natal, mostrando ya desde pequeño importantes dotes para el dibujo. Desde muy temprana edad, con tal solo once años, ingresará en la Academia de Dibujo de Irún donde desarrollará sus habilidades hasta los dieciséis años junto a su maestro, el escultor Julio Echeandía.  Sin embargo, a pesar de recibir lecciones del conocido escultor vasco, a los trece años comenzará a fijarse en el paisaje de su Irún natal, el cual comenzará a plasmar en los lienzos, convirtiéndose posteriormente en el motivo principal de su obra. 
Hacia 1914 conocerá al paisajista José Salís, también de Irún y amigo de Joaquín Sorolla quien, además de fijarse en él, le brindará la ayuda económica necesaria para formarse como pintor.  Además de la ayuda económica y moral, Salís transmitirá a Montes Iturrioz toda su experiencia del impresionismo francés  recibida durante su estancia en Bélgica y Francia. Sin embargo, Gaspar Montes no contará únicamente con el apoyo de Salís Camino sino que otro adinerado irunés, don Nemesio Camio, animará al joven pintor a formarse en la capital, costeando su estancia en Madrid.
Allí, continuará formándose en los talleres de José María López Mezquita y de Fernando Álvarez de Sotomayor y entrará en contacto, debido a constante asistencia al Ateneo, con algunos de los intelectuales más reconocidos de la época como Unamuno, Valle-Inclán o Pío Baroja, autores de la generación del 98.  Será un asiduo visitante de las salas del Museo del Prado y conocerá también al pintor Daniel Vázquez Díaz, con quien mantendrá una estrecha relación y quien influirá en la producción posterior del irunés.
En la década de 1920 comienza a participar en los Certámenes de Artistas Noveles, siendo galardonado en numerosas ocasiones, concretamente siete y dos más en los Certámenes de Navidad de 1951 y 1956. Será precisamente gracias al premio de dicho certamen el motivo por el que viajará a París en el año 1923 para estudiar en las academias libres de Colarosi y Grand Chaumière. Tras numerosas visitas al Museo del Louvre, quedará maravillado con la obra de Paul Cézanne tal y como ya había hecho su colega y amigo Daniel Vázquez Díaz: “Entonces solíamos pasear mucho… él nos trajo las ideas de la escuela francesa de Cézanne, en la que bebimos muchos”. 
Tras su estancia en París, Gaspar Montes regresa a su Irún natal para continuar con su carrera artística, centrándose en el género del paisaje y convirtiéndose en la figura central de la llamada Escuela del Bidasoa. A partir de este momento comenzará a exponer sus obras en diversos lugares comenzando con una muestra en el Ateneo de Madrid. En 1930 participa en el Salón de Otoño y en varias Exposiciones Nacionales en Madrid.
A partir de 1936 comienza su labor docente fundando la Academia de Dibujo en Beraun. Posteriormente, es nombrado profesor de la Academia Municipal de Dibujo y dos años más tarde director, en sustitución de su maestro Julio Echeandía. Una de sus alumnas más destacadas será la artista Menchu Gal, nacida también en Irún y primera mujer ganadora del Premio Nacional de Pintura.
Durante los últimos años de su vida, se verá aquejado por una grave enfermedad hasta su muerte el 25 de noviembre de 1998. Sin embargo, su labor como pintor no se detendrá en ningún momento durante su larga vida.

## Obra
Influenciado por algunos artistas impresionistas franceses como Cézanne pero también artistas nacionales como Darío de Regoyos, el propio Montes Iturrioz afirmó en una ocasión que su obra podría tratarse de un mezcla entre el impresionismo y el constructivismo debido, en parte, a la influencia de Vázquez Díaz. Sin embargo, a partir de 1925 y tras su regreso de París, Gaspar Montes Iturrioz muestra predilección por el género del paisaje, concretamente el de su ciudad natal muy influenciado por la pintura de Joaquín Mir, al que admira profundamente y considera "el pintor que pintaba la naturaleza con más valentía".

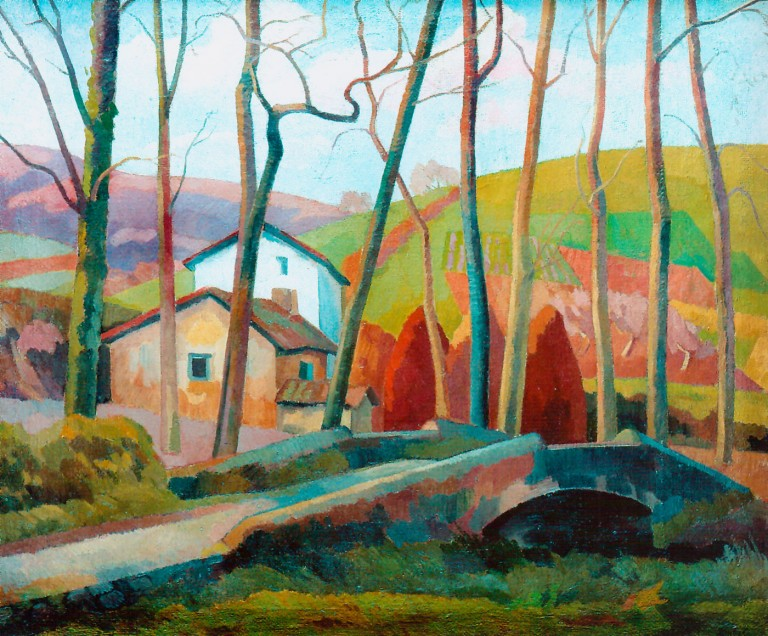
Alrededores de Irún, 1934

Algunos aspectos destacables en su obra son, en primer lugar, la calidad de su dibujo. El paisaje es el protagonista, un paisaje reconocible, no un paisaje inventado. Se trata de una pintura realizada al aire libre y a plena luz, evitando generalmente los cuadros de grandes dimensiones. El elemento más destacable es su personal sentido para la captación de la luz así como un dominio cromático absoluto, destacando en especial el dominio de los verdes. 
A lo largo de su carrera realizará numerosas exposiciones, tanto individuales como colectivas con pintores como Bernardino Bienabe e incluso su propio hijo, Jesús Montes. Además, será galardonado en múltiples ocasiones. 
Entre sus obras más destacadas se encuentran Don Sebastián de Lartaun (1929), Alrededores de Irún (1934), Paisaje con Caseríos (1966-1993) o Sumbilla (h. 1970) entre otras.  

## Premios
| Año  | Concurso                                                                                 | Galardón                                    |
| ---- | ---------------------------------------------------------------------------------------- | ------------------------------------------- |
| 1920 | Exposición de Artistas Noveles Guipuzcoanos                                              | Primer premio ex aequo con E. Martí Alonso  |
| 1921 | II Exposición de Artistas Noveles Guipuzcoanos                                           | Primer premio                               |
| 1922 | III Exposición de Artistas Noveles Guipuzcoanos                                          | Segundo premio                              |
| 1923 | IV Exposición de Artistas Noveles Guipuzcoanos                                           | Segundo premio                              |
| 1924 | V Exposición de Artistas Noveles Guipuzcoanos                                            | Tercer premio ex aequo con Bienabe Artía    |
| 1925 | Certamen Literario, de Pintura, Dibujo y Fotografía del Ayuntamiento de Irún             | Primer premio                               |
| 1925 | Concurso de carteles murales de Fiestas de Fuenterrabía                                  | Tercer premio ex aequo con Luis Vallet      |
| 1925 | VI Exposición de Artistas Noveles Guipuzcoanos                                           | Tercer premio                               |
| 1926 | Concurso para el cartel anunciador de la VII Exposición de Artistas Noveles Guipuzcoanos | Segundo premio                              |
| 1928 | VIII Exposición de Artistas Noveles Guipuzcoanos                                         | Primer premio                               |
| 1929 | IX Exposición de Artistas Noveles Guipuzcoanos                                           | Segundo premio                              |
| 1951 | II Certamen de Navidad                                                                   | Premio Excmo. Ayuntamiento de San Sebastián |
| 1956 | IV Certamen de Navidad                                                                   | Premio "Darío Regoyos"                      |

## Exposiciones notables
| Año  | Exposición                                                                        |
| ---- | --------------------------------------------------------------------------------- |
| 1925 | Exposición junto a Bernardino Bienabe en el Ayuntamiento de Irún                  |
| 1926 | Exposición de Artistas Vascos en el Museo de arte Moderno de Bilbao               |
| 1926 | Presentación en la Exposición Nacional de Bellas Artes                            |
| 1926 | Exposición en el Hogar Vasco de Madrid                                            |
| 1927 | Exposición en la Salle Pétrou de Pau (Francia)                                    |
| 1928 | Exposición en el Musée Basque de Bayonne                                          |
| 1928 | Exposición en la Asociación de Artistas Vascos de Bilbao                          |
| 1930 | Presentación en la Exposición del Salón de Otoño de Madrid                        |
| 1930 | Presentación en la Exposición Nacional de Bellas Artes de Madrid                  |
| 1932 | Exposición Nacional de Bellas Artes de Madrid                                     |
| 1932 | Exposición Asociación de Artistas Vascos de Bilbao                                |
| 1940 | V Exposición de Artistas Guipuzcoanos                                             |
| 1946 | Exposición en Galería de Arte de San Sebastián                                    |
| 1952 | Exposición en Sala de Arte de Bilbao                                              |
| 1956 | Exposición en la Sala Aranaz Darrás de San Sebastián junto a su hijo Jesús Montes |
| 1962 | Exposición en las Salas Municipales de Arte de San Sebastián                      |
| 1963 | Exposición en las Salas Municipales de Arte de San Sebastián                      |
| 1964 | Exposición en las Salas Municipales de Arte de San Sebastián                      |
| 1970 | Exposición en Galería Edurne en Madrid                                            |
| 1970 | Exposición "Siete Maestros Españoles del Dibujo"                                  |
| 1974 | Exposición en Galería Décar en Bilbao                                             |
| 1976 | Exposición en Galería Lorca de Bilbao                                             |

## Galería de Imágenes

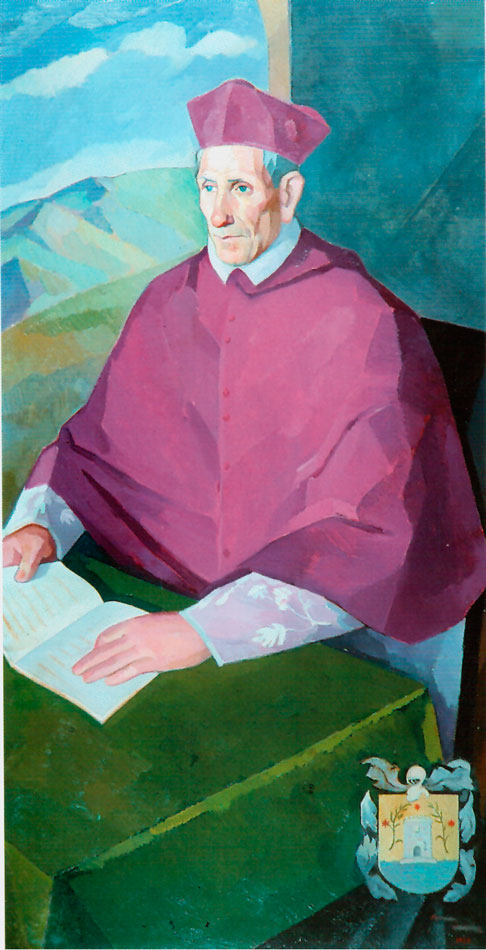
Arzobispo San Sebastián de Lartaun, 1929
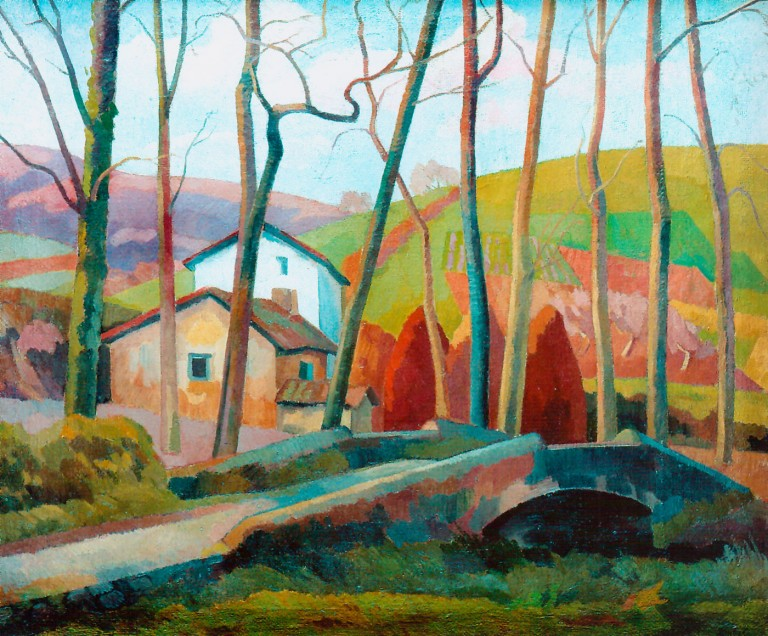
Alrededores de Irún, 1934
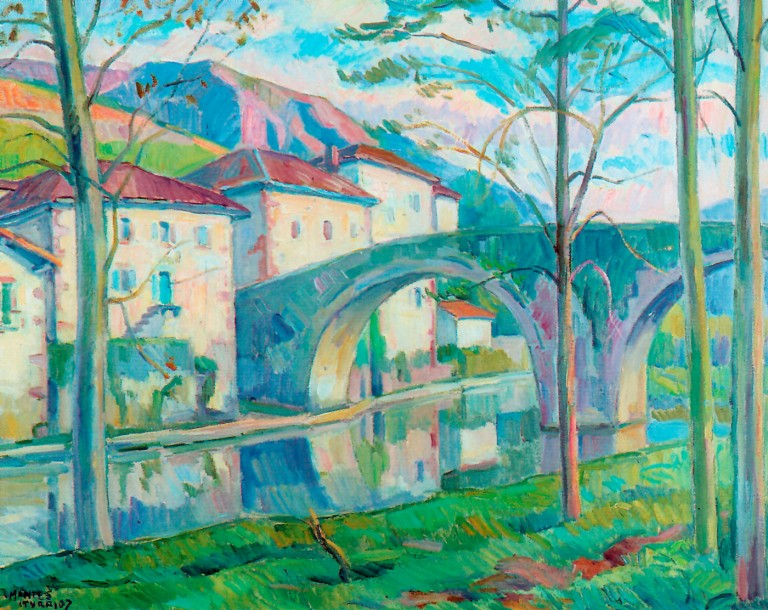
Sumbilla, 1970
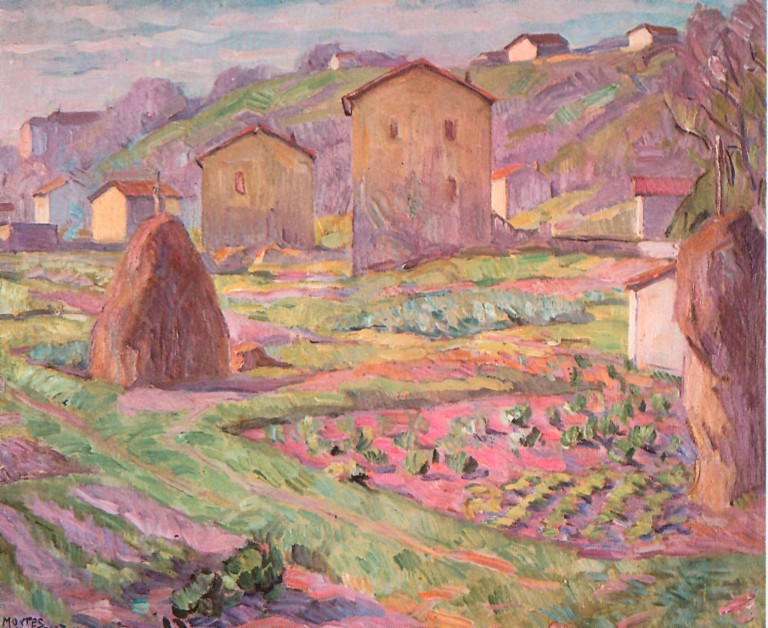
Huertas de Fuenterrabía, 1970